# Aceria absinthii
Aceria absinthii är en spindeldjursart som först beskrevs av Johan Ivar Liro 1943.  Aceria absinthii ingår i släktet Aceria, och familjen Eriophyidae. Arten är reproducerande i Sverige.